# Кищина Слобода
Кищина Слобода (біл. вёска Кішчына Слабада) — село в складі Борисовського району Мінської області, Білорусь. Село підпорядковане Пригородницькій сільській раді, розташоване в північно-східній частині області.